# Kleine Haie
Kleine Haie ist eine deutsche Filmkomödie aus dem Jahr 1992.

## Handlung
Tellerwäscher Ingo Hermann hat eigentlich nur den Auftrag, einen zurückgelassenen Stuhl bei der Folkwang-Hochschule in Essen abzuliefern. Dort gerät er ungewollt nach stundenlanger Wartezeit in eine Aufnahmeprüfung zum Schauspielstudium und überzeugt die Prüfungskommission mit seinem Auftreten, ohne dies zu wissen. Vor der Schauspielschule lernt er Johannes Scheffler kennen, der von einer Karriere als Schauspieler träumt, aber erneut mit seiner Bewerbung abgewiesen wird. Johannes quartiert sich für eine Nacht bei Ingo ein und wird Zeuge des Auszugs von Ingos Freundin Margot. Margot ist unglücklich mit Ingo, weil er keinerlei Ambitionen zeigt, sich über seine, wie sie es formuliert, „Deppenjobs“ hinaus weiterzuentwickeln. Wegen der Aktion mit der Stuhlrückgabe schafft Ingo es nicht, am nächsten Vormittag zu seinem Job zu erscheinen, und ihm wird gekündigt.
Nun hält ihn nichts mehr in Gelsenkirchen und er begleitet Johannes nach München, wo er sich an der Otto-Falckenberg-Schule bewerben will. Johannes und Ingo werden beim Trampen getrennt, da der erste anhaltende Fahrer nur einen Mitfahrer mitnehmen will. Diverse Zigaretten später hält ein stark getunter Chevrolet Camaro der späten 1970er Jahre an, der Ingo mitnimmt. Da der Fahrer, der Johannes mitgenommen hat, diesen zu homosexuellen Aktivitäten überreden will, lässt Johannes sich bei der Autobahnraststätte Spessart wieder absetzen. Dort herrscht nachts wenig Betrieb und Johannes kommt nicht weiter.
Im Rasthof lernt er den selbstbewussten Ali kennen, der ebenfalls eine Schauspielkarriere anstrebt und auch trampend nach München will. Eine dubiose, vierköpfige Besatzung eines VW Golf I bietet die Mitnahme nach München für 200,- DM pro Kopf an. Sowohl Johannes als auch Ali lehnen das Angebot ab. Ali provoziert die Golffahrer zusätzlich und bricht so eine Schlägerei vom Zaun. Gleichzeitig trifft zufällig der Camaro mit Ulf „Bierchen“ und Ingo auf der Raststätte ein, um Bier nachzukaufen. Ulf und Ingo greifen in die Schlägerei ein und schlagen die Golffahrer in die Flucht.
Zu viert mit Ulf geht es weiter bis nach München. Während jener seinen Rausch ausschläft, pilotiert Ingo den Camaro bis zum Ziel. Dabei entwickelt Ingo im Geist eine zur Reise passende Fantasygeschichte, die nur der Zuschauer hören kann. Wie schon in der Eingangsszene zu hören, hat Ingo ein Talent zum Schreiben solcher Geschichten, aus dem er sich aber nicht traut, mehr zu machen. Die drei „Kleinen Haie“ schlagen sich, in München angekommen, mit diversen Jobs (und einigen Abenteuern) durch und treten schließlich gemeinsam zur Aufnahmeprüfung an der Schauspielschule an. In München lernen die drei Herta kennen, die sich als typische rotzfreche Berliner Göre geriert, jedoch über beachtliches musikalisches Talent verfügt. Bei der Aufnahmeprüfung in München ist schließlich nur Ali erfolgreich, nachdem Ingo seine Bewerbung kurz vor der Endrunde zurückzieht: Margot hatte ihn telefonisch darüber informiert, dass er von der Hochschule in Essen aufgrund seines Auftritts mit dem Stuhl aufgenommen wurde.
Als letzte Chance für den völlig niedergeschlagenen Johannes bleibt ihm nur noch die Schauspielschule in Berlin. Die drei Freunde gehen am Abschiedsabend gemeinsam nobel essen. Ali, der richtig Albrecht Hagen Franke von Korweiler heißt, entpuppt sich hier plötzlich als schwerreich. Am nächsten Tag trampen Johannes und Ingo wieder. Zufällig kommt Herta mit ihrem Opel Kadett C Caravan vorbei und nimmt Johannes mit nach Berlin. Ingo wird vom zufällig aus Italien zurückkommenden Ulf nach Hause mitgenommen. Nach dem Abspann werden von Ingo noch die offenen Fragen beantwortet: Johannes wurde an der Berliner Schule angenommen und zu einem ernstzunehmenden Schauspieler. Ali hat die Münchener Schauspielschule wieder verlassen und ist dort nun Werbefilmproduzent. Ingo selbst ist wieder in Gelsenkirchen, hat die Schauspielausbildung aber nicht durchgeführt, weil er von der Schreiberei tatsächlich gut leben kann. Margot und er haben geheiratet und haben zwei kleine Töchter, der Patenonkel ist „Bierchen“. Das dritte Kind ist unterwegs. Wenn es ein Sohn werden sollte und es nach dem Patenonkel statt nach Margot geht, soll er Ulf heißen.

## Hintergrund
Der Filmtitel lehnt sich an den Titel des Standardwerks Der kleine Hey an, das für Schauspieler, Redner und Sänger eine Grundlage der sprachtechnischen Ausbildung bildet. In einer kurzen Filmszene erscheint das Buch und wird mit einer Sprechübung zitiert.
Wortmann schildert in dem Film eine autobiographische Episode, in der jemand in einer Schauspielschule etwas abgeben soll, durch Zufall in eine laufende Aufnahmeprüfung gerät und angenommen wird. Er besetzte Armin Rohde, ohne sich daran zu erinnern, dass dieser damals der studentische Betreuer bei diesem Casting war.
Neben den Hauptakteuren waren in Nebenrollen und als Kleindarsteller viele heute bekannte Schauspieler wie Rufus Beck, Sebastian Schipper, Katharina Abt, Michael Kessler, Willi Thomczyk, Michael Mendl, Heinrich Schafmeister, Jennifer Nitsch, Hedi Kriegeskotte, Carin C. Tietze, Andreas Borcherding und Götz Otto zu sehen. Nahezu alle Haupt- und Nebendarsteller machten später Karriere, einige gehören zu den bekanntesten deutschen Schauspielern. Als Conférencier beziehungsweise er-selbst absolvierte der Sportkommentator Werner Hansch einen seiner gelegentlichen Auftritte in Spielfilmen.
Kai Wiesinger, Heinrich Schafmeister und Meret Becker spielten fünf Jahre später zusammen im Comedian-Harmonists-Film von Joseph Vilsmaier. Außerdem spielten Jürgen Vogel, Kai Wiesinger und Rufus Beck 2001 in Emil und die Detektive von Franziska Buch.

## Auszeichnungen
- Deutscher Filmpreis 1993: Bester Film – Filmband in Silber

## Kritik
- film-dienst 17/1992: Sympathische Typen-Komödie mit hervorragenden Darstellern, die stimmig das Lebensgefühl einer jungen Generation einfängt. Intelligente Unterhaltung mit Tiefgang.[1]